# Серов, Владимир Вячеславович
Владимир Вячеславович Серо́в (12.07.1922 — 27.08.1988) — командир 82-мм миномета 110-го стрелкового полка, старший сержант — на момент представления к награждению орденом Славы 1-й степени.

## Биография
Родился 12 июля 1922 года в городе Самара. Окончил 7 классов. Работал токарем на заводе «Продмаш».
В мае 1941 года был призван в Красную Армию Дзержинским райвоенкоматом Куйбышевской области. На фронте в Великую Отечественную войну с июля 1941 года. К началу 1942 года воевал на Калининском фронте в составе 54-й отдельной стрелковой бригады, в составе минометного расчета отдельного стрелкового батальона.
В оборонительных боях в январе-феврале 1942 года младший сержант Серов в составе расчета истребил более 50 противников, разбил машину с боеприпасами и 4 подводы. 10 марта 1943 года в наступательном бою огнём из миномета подавил пулеметную точки и уничтожил более 10 противников. Летом 1943 года получил первую боевую награду — медаль «За овтагу». В июле 1943 года был тяжело ранен, после госпиталя вернулся в свой полк.
Весь дальнейший боевой путь прошел в составе той же бригады, обращенной в мае 1944 года на формирование 325-й стрелковой дивизии. Воевал на Калининском, 1-м Прибалтийском и 3-м Белорусском фронтах, стал командиром минометного расчета 110-го стрелкового полка.
4 октября 1944 года при прорыве укрепленной обороны противника на кельмеском направлении расчет младшего сержанта Серова вел меткий огонь по вражеским траншеям, подавил 3 огневые точки и поразил свыше отделения живой силы. Своими действиями открыл путь наступающей пехоте. Был представлен к награждению орденом Красной Звезды.
Приказом по частям 325-й стрелковой дивизии от 17 ноября 1944 года младший сержант Серов Владимир Вячеславович награждён орденом Славы 3-й степени.
19 января 1945 года в бою за город Рагнит сержант Серов, под сильным огнём противника вел эффективный огонь, подавил 2 огневые точки противника с их расчетами. 24 января в бою разбил 2 огневые точки, уничтожил до 10 противников. Был представлен к награждению Красной Звезды.
Приказом по войскам 43-й армии от 18 февраля 1945 года сержант Серов Владимир Вячеславович награждён орденом Славы 2-й степени.
В завершающих боях в Восточной Пруссии в апреле 1945 года минометчик Серов отличился ещё не один раз. 12 апреля при прорыве обороны противника в 9 км юго-восточнее города Раушен расчет сержанта Серова огнём из миномета разрушил 3 пулеметные точки противника, истребив их прислугу. 14 апреля при наступлении на город Нёйкурен подавил 2 огневые точки и сразил метким огнём свыше отделения противников. 15 апреля при наступлении на населенный пункт Кракстепеллен минометчики подавили ещё 3 огневые точки врага и уничтожили до 10 вражеских солдат.
Указом Президиума Верховного Совета СССР от 29 июня 1945 года за образцовое выполнение заданий командования в боях с захватчиками старший сержант Серов Владимир Вячеславович награждён орденом Славы 1-й степени. Стал полным кавалером ордена Славы.
В 1946 году был демобилизован. Вернулся на родину. Жил в городе Куйбышев. Работал токарем на заводе. Скончался 27 августа 1988 года. Похоронен на центральной Почётной аллее кладбище «Рубежное» города Самара.
Награждён орденами Отечественной войны 1-й степени, Славы 1-й, 2-й и 3-й степени, медалями, в том числе «За отвагу».